# Vyg
Vyg (rusky Выг, finsky Uikujoki) je řeka v Karelské republice v Rusku. Je dlouhá 237 km. Povodí řeky je 27 100 km².

## Průběh toku
Řeka se skládá ze dvou částí. Nad jezerem Vygozero se nazývá Horní Vyg (rusky Верхний Выг, finsky Ylä-Uikujoki, 135 km) a pod ním Dolní Vyg (rusky Нижний Выг, finsky Ala-Uikujoki, 102 km).
Horní Vyg odtéká z jezera Verchotinnoje. Protéká mezi nízkými bažinatými břehy přes jezera Verchněje, Uzkoje, Nižněje. Ústí do Vygozera.
Dolní Vyg odtéká z Vygozera. Dříve než byl její tok zregulován, překonávala řadu peřejí. Ústí do Oněžské zátoky Bílého moře dvěma rameny u města Bělomorsk.

## Vodní režim
K výraznému vzestupu hladiny dochází na jaře na konci dubna a na začátku května. Průměrný roční průtok vody u vesnice Vorožgora činí 267 m³/s.

## Využití
Využívá se k plavení dřeva.
Na řece byla vybudována kaskáda vodních elektráren. Celý tok řeky je regulovaný a je součástí systému Bělomořsko-baltského kanálu.